# 月曜ドラマ (BS松竹東急)
月曜ドラマ（げつようドラマ）は、BS松竹東急で毎週月曜日 22:30 - 23:00（JST）に2022年4月4日から2023年9月18日まで放送されたテレビドラマ枠。

## 概要
2022年3月26日に開局したBS松竹東急の月曜日のオリジナルドラマ枠として同年4月4日よりスタート。第1弾は、大島千春の漫画作品『いぶり暮らし』（コアミックス）を同名タイトルでドラマ化。2023年7月期の第6作『カメラ、はじめてもいいですか?』をもって、同年10月新設の『土曜ドラマ（第2期）』へ事実上、枠移動した。

## 作品リスト
以下表の「制作会社」は、共同制作及び外部制作会社の制作著作を除き、BS松竹東急の自社制作（製作著作：BS松竹東急）としてクレジットされる。

### 2022年
| タイトル           | 放送期間（回数）           | 主演       | 原作     | 制作会社 |
| ------------------ | -------------------------- | ---------- | -------- | -------- |
| いぶり暮らし       | 4月4日 - 6月27日（13話）   | 志田未来   | 大島千春 | PROTX    |
| シネコンへ行こう!  | 7月4日 - 9月26日（13話）   | 渡辺大     |          | 松竹     |
| 商店街のピアニスト | 10月3日 - 12月26日（13話） | 駒木根葵汰 |          | ホリプロ |

### 2023年
| タイトル                               | 放送期間（回数）         | 主演       | 原作             | 制作会社            |
| -------------------------------------- | ------------------------ | ---------- | ---------------- | ------------------- |
| À Table!〜歴史のレシピを作ってたべる〜 | 1月9日 - 3月27日（12話） | 市川実日子 | 遠藤雅司（原案） | 松竹撮影所          |
| 半熟ファミリア                         | 4月3日 - 6月26日（13話） | 平祐奈     | 羽鳥まりえ       | 日テレ アックスオン |
| カメラ、はじめてもいいですか?          | 7月3日 - 9月18日（12話） | 田牧そら   | しろ             | BBB                 |